# Теснолинейка Септември – Добринище
Теснопътната железопътна линия Септември – Добринище или линия № 16 от Националната железопътна мрежа на България е единична, неелектрифицирана и единствената действаща теснопътна железопътна линия в България, с междурелсие 760 mm, известно още като босненски тип междурелсие. В Септември теснопътната гара, междурелсие 760 mm, чрез пешеходен подлез е свързана с гара Септември, междурелсие 1435 mm, по железопътна линия София – Ихтиман – Нова Загора – Ямбол – Бургас.

## Географско описание на трасето
Линията започва от гара Септември, чрез която се свързва с главната железопътна линия № 1 Калотина-запад – Волуяк – София – Ихтиман – Пловдив – Ямбол – Бургас. Трасето преминава през равнинен терен в западната част на Горнотракийската низина, пресича Републиканския път I-8 при km 1+600. Жп спирка Пампорово, която от 13 декември 2020 г. е преименувана на Лазар Пампоров, открита през октомври 1993 г. за нуждите на пътническото влаково движение, и се намира до стария асфалтов път за София. По стоманен жп мост линията преминава над Републикански път II-84 и над Чепинска река, която е орографска граница между родопските дялове Алабак и Къркария, и е близо до десния бряг на реката, достига до Варварски минерални бани, или само спирка Минерални бани, която по-късно е преименувана на Марко Николов, в чест на железопътния кантонер, загинал при свличане на скали във време на изпълнение на служебните му задължения. Спирката обслужва селата Варвара и Ветрен дол, и е изходен пункт за хижа Равно боре. Жп линия преминава през първи и втори жп тунел, които следват непосредствено един след друг. Тунел № 2 е с дължина 83 m. По време на Чирпанското земетресение от 1928 г. се получава разместване и е необходимо да бъде прокопан нов отвор. Старият все още седи и може да бъде видян от шосейния път. След това продължава до жп гара Дорково, която през 1928 г. е преименувана на жп гара Цепина. През 2003 г. са демонтирани допълнителните жп коловози и служебните помещения в жп сграда са заключени, преобразувана е в жп спирка. Тя е изходна точка за крепост Цепина. Непосредствено преди жп гара се намира тунел № 3, който в началото на 1990-те години е обединен с тунелите № 4, 5, 6, 7 и 8, с цел да се защити линията от свличане на скали и земна маса. След спирка Цепина се намира дългият 74 m тунел № 9. При km 16+400 линията преминава чрез прелез през шосейния път за Велинград и с железен жп мост над реката минава на левия ѝ бряг, за обслужването на прелеза е изграден жп кантон. След това достига до спирка Бакърджийски хан (km 17+500), която по-късно е преименувана на Милеви скали, а през 2003 г. е закрита. Оттук шосето и жп линия се разделят. За да спечели дължина за изкачването, линията продължава по левия бряг на Чепинска река, преминава през късия тунел № 10, след това по железен мост над реката достига до гара Долене. Гарата е изходен пункт за връх Милеви скали. В продължение на 10,9 km железопътната линия се изкачва с общо 246 m надморска височина по възвишението Чуката,  отново е много близо до шосето и е успоредна на него, но на по-голяма надморска височина спрямо него. Преминава през спирка Дренов дол (km 24+300), която през годините е откривана и закривана, а през 1970-те години е открита като гара с два коловоза, за да могат в гарата влаковете или да се разминават, или да се изчакват. По-късно е закрита. Железопътната линия достига гара Чуката, преименувана на 20 септември 1926 г. на гара Костандово. От гарата с автобус се достига до градовете Ракитово и Костандово, както и до село Дорково, където се намират крепостта Цепина и откритият през 2013 г. плиоценски парк. След това линията навлиза в най-голямата по площ котловина в Родопите Чепинската. Движи се успоредно на шосейния път, чрез железен мост преминава над река Мътница и достига жп гара Лъджене, която от 1948 г. е квартал на Велинград и оттогава е преименувана.
В този район железопътната линия пресича три пъти Чепинска река с железни мостове и преминава през 10 тунела с обща дължина 380 m. Тази отсечка е с максимален наклон 30 ‰ и минимален радиус на кривите 50 m, използван е на три места. Средният наклон от Септември до Варвара е 3,9 ‰, от Варвара до спирка Милеви скали е 20 ‰, от спирка Милеви скали до спирка Дренов дол е 25,8 ‰, от спирка Дренов дол до гара Костандово е 22,8 ‰ и от гара Костандово до Велинград е 9 ‰.
След жп спирка Велинград юг разположена между ул. Димитър Благоев и ул. Никола Вапцаров (Велинград-Чепино) в кв. Чепино, трасето продължава по левият бряг на река Абланица. Достига до закритата жп спирка Бистрица. Преминава през тунели № 11, 12, 13 и 14, който е с дължина 84 m. След това жп линията достига до жп спирка Острец, която е изходен пункт за връх Острец. В западната част на върха е открито тракийско светилище. До него се достига по „Пътеката на здравето“. Железопътната лини продължава своето постепенно изкачване и достига до жп гара Ябланица, която по-късно е преименувана на Цветино. След това трасето се движи по десния бряг на късата Люта река. Преминава през дългия 75 m тунел № 15 и се достига до разположената на 1043 m н.в. железопътна спирка Света Петка. Тя обслужва село Света Петка и е изходна точка за Юндола. След спирка Света Петка е жп спирка Пашово, която е закрита през 2003 г. На 13 декември 2020 г. е открита жп спирка „Стоян Митов“, кръстена на видния български инженер. Следва най-трудното за строителство трасе Света Петка – Аврамово. Тук е изградено забележителното постижение на българското железопътно строителство – четириетажно изкуствено развитие. За разстояние от 9,8 km 224 m е разликата във надморска височина от долно разположена теренна точка и горно разположена теренна точка. Железопътната линия сменя 6 пъти своята посока. В този участък железопътната линия преминава през 17 железопътни тунела с обща дължина над 2477,66 m. Най-дългият тунел по цялата линия е № 32, който преминава под Аврамовата седловина, дължината му е 314,3 m. Непосредствено след излизането от него, на km 68+360, линията навлиза в гара Аврамови колиби, която от 1983 г. е преименувана на Аврамово. Гарата е най-високо разположената на Балканския полуостров. Намира се на 1267,4 m н.в. Тя е изходен пункт за връх Велийца (1712 m). След Аврамово жп линия се спуска близо до река Дръщеница, приток на река Черна Места. Достига до жп спирка Чисто тепе, днес Смолево, която е изходен пункт за връх Велийца, има и отклонение за хижа Белмекен. Железопътната линия преминава по две изкуствени развития. Първото е т. нар. въртележка или покрита шестица, която е образувана от тунелите № 33 и 34. Последният е с дължина 250 m. Второто е т. нар. открита шестица около природно образуваната могила при тунел № 35, който е с дължина 59 m, след което се достига до спирка Черна Места. Тя е изходен пункт за язовир „Белмекен“. Железопътната линия е прокарана по десния бряг на река Места. Пресича реките Бела Места и Грамада. След това линията достига до последната гара от този етап Якоруда. От нея по асфалтиран път се достига до хижите Трещеник и Грънчар, а от там и до връх Мусала (2925 m). Преди построяването на железопътната линия по тази отсечка не е имало никакви асфалтирани пътища. Цялата дължина на трасето е 43,769 km, максималният наклон е 31,89 ‰ и минимален хоризонтален радиус на кривите 70 m.
Железопътната линия след Якоруда продължава по десния бряг на река Места, минава през спирките Якорудска минерална баня, Юруково и Дагоново, и достига до гара Белица. Тя е изходен пункт за местността Семково, както и за парка за танцуващи мечки. В тази част линията е с максимален наклон 15 ‰ и минимален радиус на хоризонталните криви 80 m. При прокарване на трасето са изградени 88 броя водостоци и мостове.
След Белица линията навлиза в Разложката котловина и достига до спирка Генерал Ковачев, която обслужва село Елешница, а в миналото е използвана за транспортиране на уранова руда от мината край селото. Трасето преминава по най-дългия мост (58,5 m) на железопътната линия. Следващата спирка е Гулийна баня. След още 5 km жп линия достига до Разлог, който е изходен пункт за хижа Пейо Яворов и връх Вихрен, а след кратко изкачване и до Банско. Максималният наклон във вертикалните жп криви е 15 ‰, а минималния радиус на хоризонталните криви – 540 m.
Последният участък е Банско – Св. Георги - Добринище с дължина 6 km.

## История
В началото на XX в. българските железници се развиват с бързи темпове, но има остра нужда от повече железопътни линии, чиито недостатък се усеща остро по време на балканските войни първата световна война. Строят се много нормални и тесноколейни линии и се правят предложения за други, за военни цели и за експлоатацията на горите, природните богатства и мините. Една такава линия е тесноколейната линия с 600 mm междурелсие и конска тяга от Долни Юндол до гората, дълга 3,933 km, която по-късно се причислява към мрежата на държавните железници. Тези железопътни линии с военно и икономическо значение се узаконяват, а някои чисто военни линии се изоставят със специален закон приет през юни 1920 г.
Много често теснолинейката Саранбей-Неврокоп се бърка с презродопската теснолинейка, която никога не е построена. За нея има предложение още през 1913 г., когато България печели излаз на Бяло море, но който по-късно губи.
През април 1919 г. Министерство на търговията, промишлеността и труда моли Главна дирекция за постройка на железници и пристанища да започне изграждането на железопътната линия Саранбей – Чепино баня, с разклонения по реките Бистрица, Чалък дере и Гюмюш чал. Техническата комисия при Главна дирекция на железниците и пристанищата проучва искането и изказва мнение да се предприеме изучаването на железопътната линия Саранбей – Лъджене – Чепино с необходимите разклонения до държавните гори в Чепинско и Баташко. Министерството има нужда от около 3 милиона линейни метра дървен подпорен материал. При прокарването на тази железопътна линия се отстраняват или намаляват неудобствата при доставката му. По това време в България се внасят ежегодно около 115 500 m3 дървен материал, докато в горите на територията на България огромни количества дървена маса не се използва, престарява или става жертва на пожарите. Главната причина за нерационалното експлоатиране на горите е липсата на съобщителни средства. Това засяга Министерство на железниците, пощите и телеграфите. Само за поддържане на построените железопътни линии са необходими 300 000 траверси, с които да се сменят старите изгнили и негодни траверси, и около 5000 m3 дървен строителен материал. Само за тези две министерства – на железниците, пощите и телеграфите и на търговията, промишлеността и труда са необходими годишно по около 100 000 m3 дървен материал за траверси, телеграфни и телефонни стълбове, за строежи на сгради.
Със създаването на лесни и евтини съобщителни средства за експлоатация на държавните гори се улеснява местното производство и допринася за поевтиняването на строителния материал, от който има голяма нужда по това време. Същевременно се създава постоянен и добър доход. Едни от най-богатите и запазени гори по това време са в Чепинското корито и Пирин в съседство с местата, където преминава железопътната линия. Това са държавните и общинските гори Чехльово, Бабешка, Гешова планина, Чепино-Банска, Лъдженска, Каменска, Дорковска, Коровска, Баташка, Фотинска, Ракитовска, Костандовска, Якорудска. Площта им е около 135 000 ha и от тях може да се получава по 187 000 m3 дървен материал.
Поради лошото финансово положение на държавата не е възможно построяването на всички железопътни линии, които са поискани от Министерство на земеделието. Главната дирекция за постройка на железници и пристанища намира за най-целесъобразно да се започне строежа на железопътната линия Саранбей – Лъджене – Неврокоп, която преминава наблизо до държавни и общински иглолистни гори и свързва по най-кратък път долините на реките Места и Марица.
На 4 юни 1919 г. Главна дирекция на постройките на железниците и пристанищата изготвя доклад и внася въпроса за построяване на железопътната линия в Министерския съвет и го моли да се пристъпи към подробно проучване на железопътна линия с ширина 760 mm от Саранбей през Лъджене и Чепино баня до Гюмюш чал, с разклонения до държавните гори. Нужните разходи за изучаването на линията се вземат от кредита на Главната дирекция. На 28 октомври 1919 г. се одобрява доклада и се постановява да се извърши проучване на линията. Техническата комисия при Главна дирекция на железниците и пристанищата е назначена да обходи и проучи на място главното направление на линията, трасето и начина на постройката и експлоатацията ѝ. Решава да представи на министъра на железниците да внесе в следващата сесия на Народното събрание законопроект за построяване на горска теснопътна железница Саранбей – Лъджене – Неврокоп, с клонове до Батак и държавната гора Чехльово. С постановление № 12 на Министерския съвет от 3 април 1920 г., протокол № 51, се одобрява да се внесе за разглеждане и гласуване в първата извънредна сесия на XIX обикновено народно събрание представения с доклад на Министерство на железниците, пристанищата, пощите, телеграфите и телефоните законопроект за построяване на железопътната линия, като предвиденият разход от 35 милиона лева се покрива със заем.
Стоян Мълчанков предлага построяването на теснолинейката до Неврокоп с идеята да се съживи Неврокопската околия, която се присъединява към България с освобождението на Македония. Излага своите предложения: да се отпуснат държавни средства за рационална поправка на шосетата, и мостовете им, които свързват Неврокоп с гарите Симитли и Саранбей, по които да могат да се движат камиони и автомобили;да се назначи способен инженер със седалище в Неврокоп; да се прокара закон за свързване на Неврокоп с гара Симитли или гара Саранбей с теснолинейка 750 mm, която да мине през градовете Банско и Мехомия и Разложка котловина, богата на борови гори. Линията да мине по течението на река Места без никакъв тунел и при извънредно малък наклон. Използвайки личното си приятелството си с министър-председателя Александър Стамболийски и други видни политически и културни дейци от различни партии като министъра на транспорта Марко Турлаков (БЗНС) в правителството на Александър Стамболийски, Андрей Ляпчев, Михаил Такев, Васил Пасков от Демократическата партия, Тодор Александров, Пейо Яворов, Атанас Буров и др., Стоян Мълчанков успява да прокара специален закон в Народното събрание за построяването на теснолинейката до Неврокоп, но е убит на 22 април 1920 г. на път от Неврокоп за София за заседание на Народното събрание, няколко дни преди приемането на закона за теснолинейката.
През май 1920 г. е приет на три четения Закона за построяване на теснопътната железница Саранбей-Лъжене до Неврокоп с клонове за село Ели дере – Татар Пазарджик, за село Батак и за държавна гора „Чехльово“. Същата година са приети и няколко други закона за развитие на българските железници, като Закон за уреждане положението на строените за военни нужди през време на европейската война железопътни линии, Закон за местните и индустриални железници.
След като е въведен в експлоатация първият участък на железопътната линия в Народното събрание се мотивират искания железопътната линия от Кричим (дн. Стамболийски) до Пещера да достигне до Батак и да се свърже с теснопътната железопътна линия до Чуката (дн. гара Костандово), с перспектива тази линия да се продължи до Доспат. След 1944 г. отново се предприемат подобни инициативи и искания. През 1947 г. се съставя проект за железопътна линия, отклонение до Доспат, като с това се постави начало за по-рационално използване на горските райони в Родопите и изграждане на мощни хидроенергийни и тежкопромишлени предприятия. Проучват се два варианта. Първият е от гара Костандово през Ракитово и Беглика до Доспат. По-късно е разработен и втори вариант, който се и предпочита, започва от Велинград през Грашево и по долината на река Доспатска, през горските пунктове Софандере, Чехльово, Селище, Стойков чарк и Сърница до Доспат. През 1954 г. проектът се изоставя. Във връзка с изграждането на водносиловия път „Доспат – Девин“, „Енергохидропроект“ отново настоява за изграждане на отсечката, но отново проектът се изоставя.
В първия четиригодишен период в плановото развитие на железниците, през 1947 – 1950 г., са укрепени и основно ремонтирани тунелите по някои железопътни линии в Народна република България, между които е и Септември – Добринище.
През 1974 г. с постановление на Министерския съвет за развитие на Благоевградски окръг се предвижда строеж на нормална железопътна линия Симитли – Разлог – Гоце Делчев.
По първоначален замисъл линията е трябвало да свързва Саранбей с Неврокоп, след това по долината на река Места да достигне до станция Буково, където да се свърже с линията Дедеагач – Солун. След 1953 г. е определена за проучване и строеж отсечката Добринище – Гоце Делчев. Всички тези разклонения остават нереализирани, с изключение на Варвара – Ветрен дол - Ляхово - Пазарджик. Тази отсечка се пуска в експлоатация на 27 октомври 1928 г. и се използва до декември 2002 г., когато е демонтирана.
След 1944 г. се прави опит да се изтрие името на Стоян Мълчанков (и на други войводи) напълно, не само във връзка с теснолонейката, като част от дясното крило на ВМРО.

### Септември – Велинград
Първоначално линията се проучва по две трасета. Първото е по течението на река Ели дере през село Корова до Лъджене, а второто е по дефилето на реката, но през вододела Чуката до Лъджене. Първото трасе е изоставено, заради извънредно трудният и лишен от пътища терен. Минаването на линията през вододела Чуката е по-лесно и удобно. Същевременно се дава възможност за обслужване на селищата Дорково, Костандово и Ракитово, които притежават големи площи общински гори. Проучвателните бригади работят при постоянна опасност от прииждащите води на реката, от свличания на скални и земни маси, от падащи скални късове и дървета и от нападения на диви животни. Работните дейности са прекратени само с проучване след Първата световна война, тъй като се разформирова управлението на железопътните съобщения.
Веднага след гласуването на закона за построяване на теснопътната железница от Саранбей през Лъджене до Неврокоп, са изпратени две инженерни бригади, които да извършат предварителният пикетаж на железопътната линия. Първата бригада проучва участъка от гара Саранбей до km 20+000, който в частта от 6 до 18 km е много тежък, скалист и опасен при работа в него. През август и септември 1920 г. инженерите и поверените им войници от инженерните части извършват, с риск за живота си, предварителният пикетаж на тази част. През зимата на 1920 – 1921 г. се изработват ситуационните планове, надлъжните и напречните профили, определя се най-икономичното трасе. През пролетта на 1921 г. започват организационните дейности по постройката на линията до km 20+000, назначен е персонала, построяват се жилищни помещения за него, бараки за работниците, набавят се необходимите вагонетки, инструменти и други материали. Първите строителни дейности започват с откриването на първата секция във Варвара, с една група редовни трудови войски в полския участък до Варвара, а след това с наемни работници в по-тежкия участък в дефилето на Чепинска река. Първата половина на 1921 г. се използва за организационна работа – обзавеждане на секцията с инструменти и материали. След повторните проучвания на инженерите се извършва изменение на първоначално пикетираното и одобрено трасе между 9-и и 14-и km, с което линията се оставя да следва десният бряг на Чепинска река и по този начин се избягва пресичането на реката четири пъти, а с това се спестява построяването на четири моста. Постепенно с набавянето на необходимите материали и работници се засилват дейностите по цялата линия. Строежът на линията се осъществява от наемни работници и от временна и редовна трудова повинност. В закона за трудовата повинност от 1920 г. е заложено използването на задължителен труд за осъществяване строежа на големи обекти, включително и на железопътни линии. Освен редовна трудова повинност се предвижда и осигуряване на работна сила и добитък чрез временна повинност, която е наречена железопътна. При нея трудоспособното население на заинтересованите общини, живеещо на разстояние до 10 km от двете страни на трасето, е задължено да работи безплатно по строежа или да внесе определени средства за неговото построяване. Същевременно се въвежда и железопътен данък, който се формира като част от поземления данък. Липсата на достатъчно квалифицирани работници в България е заместена с 400 – 500 руснаци от дошлите в България части на избягалата от Русия Врангелова армия. През май 1924 г. се открива и втора строителна секция в Лъджене, която извършва строителни дейности от km 20+000 до Лъджене. Строителните дейности напредват бавно поради трудния възстановителен период след Първата световна война, тежкият планински релеф и липсата на механизация. Скалите се разбиват с каменарски взрив, но цялата подготовка се извършва на ръка. Скалните маси се извозват и насипват с вагонетки и колички. Там, където е възможно се използват и коли с животински впряг. Полагането на релсите започва през 1925 г. Стойността на строителните дейности по тази отсечка възлиза на 80 милиона лева.
На 1 август 1926 г. е пуснат в експлоатация първият етап от линията от Саранбей до Лъджене. Трасето е дължина 38,8 km. На тържественото откриване присъстват министър-председателят Андрей Ляпчев, министърът на железниците, пощите и телеграфа Кимон Георгиев и директора на Български държавни железници инж. Каракашев.
| „                                                 | От 1 август 1926 г. заповядвам теснопътната жп линия Сарамбей – Лъджене да се открие с редовна експлоатация за превоз на пътници, багаж, колетни пратки, а от 5 август и за стоки и животни с дребни и вагонни пратки, голяма и малка бързина със станции Сарамбей, Соколица, Долене, Чуката и Лъджене и спирки Варвара, Баня, Бакърджийски хан и Дреновдол. Станциите Сарамбей, Чуката и Лъджене да извършват неограничена билетна, багажна, колетна и сточна служба в дребни и вагонни пратки, с голяма и малка бързина, а станциите Соколица и Долене само неограничена пътническа и багажна служба, и спирките Варвара, Баня, Бакърджийски хан и Дреновдол само за слизане и качване на пътници с третокласни билети. | “ |
| гр. София, 28 юли 1926 г. Министър Кимон Георгиев | |   |

На 31 юли 1926 г. със специален влак министър-председателят Андрей Ляпчев, министърът на железниците, пощите и телеграфа Кимон Георгиев, висшият персонал на Главна дирекция на железниците, делегати, журналисти и гости заминават със специален влак за Саранбей за тържественото откриване на жп линията. Откриването на железопътната линия започва на гара Сарамбей в 8 ч. с молебен, отслужен от местните свещеници под триумфална арка с надпис на нея: „С Бога напред към Неврокоп“. Реч изнасят директора на постройката и министър-председателя, който посочва стопанското значение на железопътната линия за населението в Чепинско и поздравява дошлите на откриването от името на цар Борис III и разрязва трикольорната лента. Препълненият влак заминава за гара Лъджене в 10:00 ч., където в 13:00 ч. е посрещнат от около 2000 души начело с военна музика и духовенство. Отслужен е молебен в специален павилион. Речи изказват общинския съветник от Лъджене П. Калинов, министър-председателя Андрей Ляпчев, министъра на железниците Кимон Георгиев, директора на БДЖ инж. Каракашев и народния представител Михаил Такев. Връщането става около 17:30 ч. с влака за Сарамбей.
В редица национални печатни издания е отразено, че тържественото откриване на железопътната линия е на 1 август 1926 г. В други – вестници, издавани в Пазарджик, за дата на откриването на железопътната линия е посочена 2 август 1926 г.
В края на 1920-те и през 1930-те години за насърчаване на гражданите да използват железопътният транспорт, министрите на железниците, пощите и телеграфа издават ежегодно следна заповед:
| „                                             | За да се даде възможност на по-голям брой граждани да прекарват в празнични дни на чист въздух, както и за да се насърчи посещението на баните в сила от 1 юни до 30 септември 1929 г. заповядвам: В неделни и празнични дни долуизброените станции да издават до близките им станции и спирки цели билети, наречени празнични, които ще важат и за връщане само в деня на издаването им с определени влакове: станция Пловдив до станциите и спирките до Баня–Чепино включително. Станция Татар–Пазарджик за станциите и спирките до Баня Чепино включително. | “ |
| София, 29 май 1929 г. Министър Рашко Маджаров | |   |

### Велинград – Якоруда
На 3 юли 1927 година министърът на железниците, пощите и телеграфите Кимон Георгиев открива отсечката между Лъджене (Велинград) и Чепино-баня (днес спирка Велинград-юг). Нейната дължина е 2,9 km. За постояването на отсечката активно се включва местното население, като осигуряват средствата за отчуждаване на земите около трасето и на гарата, върху които е построена. Линията се строи от трудова повинност, една трета от тях са жители на Чепино. В днешно време Велинград се обслужва от гарата в централната част на града и спирка Велинград-юг в квартал Чепино. Тя е удобна за посещение на парк „Клептуза“.
Най-трудният участък е между гарите Чепино баня и Якоруда. За преодоляване на вододела на реките Марица и Места през Аврамовата седловина се изпълнява сложно изкуствено развитие на железопътната линия. Проучвателните дейности за тази отсечка започват през 1924 г. Едновременно с усиления строеж на линията до Лъджене със своя персонал и назначената от София инженерна бригада е извършен пикетажът на линията до Аврамови колиби, а след това и до Якоруда. След одобрението на плановете, през пролетта на 1925 г. започват строителните дейности по течението на реките Бистрица и Абланица, а по-късно и към Аврамови колиби. Това налага откриването на нова, трета секция в долината на река Люта при km 59. Секцията е открита през април 1925 г., като първата ѝ работа е прокарването на път от наемни работници и временни трудоваци, отклонение от пътя Лъджене – Юндола, за мястото на бъдещата секция. Нейна задача е постройката на железопътното трасе от km 51+700 до km 68+500. Първата копка по трасето е направена на 6 октомври 1925 г. След успешното завършване на отсечките Саранбей – Чепино баня и Татар Пазарджик – Варвара, вниманието и средствата са съсредоточени в отсечката Чепино баня – Якоруда. Това налага да се открие нова секция в Якоруда, което става през септември 1930 г. Строителството на железопътната линия се извършват бавно поради липса на достатъчно средства, а през октомври 1932 г. са преустановени. Закрива се секцията в Якоруда. Строителството е подновено през 1933 г., но отново с бавни темпове, поради недостатъчно средства, които достигат до 2 милиона лева годишно. След като се заделят повече средства през 1934 г. строителните дейности се засилват. Завършват се по-мащабните строителни дейности в участъка до Аврамови колиби и се засилват работите до Якоруда. Това налага секцията да се премести от долината на река Люта при km 59 в Якоруда. През декември 1936 и април 1937 г. Главна дирекция на железниците сключва заеми за 150 млн. лева от Пощенската спестовна каса. За участъка Чепино баня – Якоруда са заделени около 50 милиона лева, които са достатъчни за завършването на всички работи и доставките на релсите, траверсите и баласта.
Временната експлоатация на този участък започва на 12 декември 1937 г. Включена е в редовното разписание за движение на влаковете.
При строежа платформите на спирките Бистрица, Острец, Цветино, Пашово, Смолево и Дагоново са направени така, че да могат при усилен трафик да се преустроят в гари. Изградени са следните гари и спирки:
| име          | гара или спирка | разстояние от началната гара (km) | разстояние между гарите (km) | дължина на гарата (m) | полезна дължина на гарата (m) | кота (m) |
| ------------ | --------------- | --------------------------------- | ---------------------------- | --------------------- | ----------------------------- | -------- |
| Велинград-юг | спирка          | 41+367,93                         |                              |                       |                               | 763,82   |
| Бистрица     | спирка          | 44+659,76                         | 3+291,83                     | 290                   | 230                           | 815,56   |
| Острец       | спирка          | 49+293,45                         | 4+633,69                     | 210                   | 150                           | 893,88   |
| Цветино      | гара            | 54+292,05                         | 4+998,60                     | 290                   | 230                           | 946,62   |
| Света Петка  | спирка          | 58+590,46                         | 4+298,36                     | 270                   | 210                           | 1043,38  |
| Пашово       | спирка          | 63+132                            | 4+541,59                     | 212                   | 152                           | 1144,56  |
| Аврамово     | гара            | 68+418,12                         | 5+286,12                     | 270                   | 210                           | 1267,40  |
| Смолево      | спирка          | 73+179,45                         | 4+761,33                     | 270                   | 210                           | 1142,04  |
| Черна Места  | гара            | 79+248,30                         | 6+068,85                     | 320                   | 260                           | 989,23   |
| Якоруда      | гара            | 84+984                            | 5+735,70                     | 380                   | 320                           | 897,60   |
| Дагоново     | спирка          | 93+690,84                         | 8+706,84                     | 500                   | 240                           | 817,68   |
| Белица       | гара            | 100+337,30                        | 6+646,46                     | 700                   | 337,80                        | 773,45   |

### Якоруда – Добринище
През декември 1937 г. с постановление на Министерския съвет се дава началото на строителните дейности на отсечката гара Якоруда – спирка Изток, по-късно преименувана в чест на генерал Стилиян Ковачев Генерал Ковачев. След набавяне на необходимите средства чрез заем от Пощенската спестовна каса, на 26 февруари 1938 г. започва трасирането на трикилометровата отсечка, изготвянето на надлъжния и напречния профили, плановете за мостовете и водостоците, и организирането и изпълнението на строителните дейности. От края на ноември 1938 до края на май 1939 г. строителните дейности са прекратени поради липса на средства. На 1 юни 1939 г. се отпускат средства от разрешения нов заем от 260 милиона лева за строежа на тази и другите строящи се железопътни линии. След отпускането на средствата се осъществява повторна нивелация и довършителни дейности, за да бъде приведена отсечката в редовна експлоатация.
На 30 юли 1939 г. е предаден за експлоатация участъка Якоруда – Белица, заедно с него е официално открит и пуснатия по-рано във временна експлоатация участък Чепино баня – Якоруда. На откриването присъства цар Борис III, царица Йоанна и по-голяма част от министрите в правителството на Георги Кьосеиванов, сред тях са Богдан Филов и Иван Багрянов. Влакът е тържествено посрещнат на гарите Варвара, Чепино, Света Петка, Аврамово, Якоруда и Белица. Този участък е с дължина 15,4 km. Построяването на отсечката Велинград-юг – Белица стува над 195 млн. лева, като са построени 356 моста и водостоци и 25 тунела. На откриването цар Борис III произнася тържествена реч.
Първоначалният вариант за строителството на железопътната линия е от спирка Генерал Ковачев да се продължи до Неврокоп, но впоследствие е решено да се свържат Разлог и Банско, за да не останат откъснати. Трасето от Якоруда до Неврокоп се проектира с елементи за нормална железопътна линия, която трябва да се свърже с бъдещата железопътна линия София – Самоков – Неврокоп. С изключение на тунелите, които са обходени с варианти на теснопътното трасе, другите съоръжения са изпълнени за междурелсие 1435 mm.
В началото на 1940 г. са извършени проучвателни дейности на трасето Белица – Банско, а малко след това започват строителните дейности. На 3 март 1943 г. е пуснат в експлоатация дългият 18,120 km участък от Белица до Банско.
Последният участък, който е построен е Банско – Добринище. Неговата дължина е 6,6 km и е открит от главния директор на БДЖ ген. Васил Марков на 9 декември 1945 г. Основният строител на железопътната линия е Трудовата повинност, а по-късно – Строителните войски. Трасето от Банско до Добринище е изградено на обществени начала с доброволния труд на жителите на Добринище. Елементите и изпълнението на съоръженията по трасето в този участък позволяват полагането на нормален (1435 mm) железен път, тъй като този участък е част от замислената по това време нормална железопътна линия Симитли – Банско – Гоце Делчев. Тази линия има много голямо местно значение. Чрез нея от околията на Гоце Делчев се изнася тютюн и дървен строителен материал и се внасят хранителни продукти. По това време при тежки снежни зими железопътната линия е единствената връзка с вътрешността на страната. След 2005 г. е открита спирката Свети Георги.

### Пазарджик – Варвара
Теснопътен железопътен клон № 17 от Националната железопътна мрежа на България, от Пазарджик до Варвара е открит на 27 октомври 1928 г. по настояване на местното население. Дължината на железопътната линия е 16,703 km и струва 18 млн. лева, като 11 млн. лева са отпуснати от държавата, а останалата част е събрана от населението. Най-големите съоръжения по трасето са железен мост с отвор 30 m над Чепинска река, сводов мост с отвор 15 m и сводов подлез за шосето с отвор 6 m. За изграждането на тази връзка с родопската теснолинейка правителството на Андрей Ляпчев взема предвид съображенията на жителите на Татар Пазарджик, че градът ще се изолира, ще обеднее и ще западне, защото всички пътници и товари, от и за бъдещата теснолинейка към Неврокоп ще минават през гара Саранбей. Правителството въз основа на закона за разширение на железопътната мрежа от 1925 г. нарежда да се построи линията от Татар Пазарджик до Варвара и от този момент да е главното направление, като цялата железница се нарича Татар Пазарджик – Неврокоп, с клон Саранбей – Варвара. Проучвателните дейности започват през пролетта на 1924 г., а строителството ѝ започва през 1925 г. с редовна и временна трудова повинност, със средства от фонд „Постройка нови железопътни линии“, събирани от заитересованото население, и с помощта на държавата – доставка на железопътни релси и стрелки. Стойността на построените части възлиза на 17 милиона лева.
| „                                                  | От 27 октомври 1928 г. заповядвам, да се открие за редовна експлоатация, новата теснопътна линия Татар Пазарджик – Варвара със спирка Ляхово. Теснопътната станция Татар Пазарджик да се открие за пътническа, багажна, колетна и сточна служба във вагонни пратки. | “ |
| София, 25 октомври 1928 г. Министър Рашко Маджаров | |   |

На 26 октомври 1928 г. министър Рашко Маджаров заедно с гости в специален влак пристигат на гара Септември. Сутринта на 27 октомври 1928 г. със специален влак отпътуват за Варвара, където пристигат в 9:30 ч. Присъства почти цялото население на Варвара и околните села. Реч изнасят кмета и началника на гарата, след което е обслужен молебен и водосвет. Накрая Рашко Маджаров произнася реч, в която изтъква голямото стопанско и икономическо значение на новата линия. След прерязване на трикольорната лента първият влак потегля за Пазарджик. На гара Ляхово отново е извършен водосвет от епископ Харитон, който произнася и кратко слово. В около 12:00 ч. влакът пристига на гара Пазарджик. На нея Рашко Маджаров изнася дълга реч, в която обяснява условията при които е започнал строежа на линията, как се е работило и с какви средства се е разполагало. Изтъква се цялото стопанско и икономическо значение на Пазарджишкия край. Даден е обяд, а след него говорят помощник кмета на Пазарджик Кривошиев, Рашко Маджаров, бившия министър на железниците, пощите и телеграфите Кимон Георгиев, бившия министър на обществените сгради, пътищата и съобщенията Славейко Василев и епископ Харитон.
Линията преминава през лек полски терен. Тя започва от гара Пазарджик, която се обслужва от три теснопътни коловоза. Прекосява землищата на Главиница и Капитан Димитриево. В продължение на 4 km се движи в югозападна посока, след което завива на запад при Ляхово. Достига до спирка Ляхово. Пресича шосето Пазарджик-Ляхово, минава през землището на Паталеница и след като пресече шосето Пазарджик-Ветрен дол, достига до спирка Ветрен дол. Минава чрез железен мост от десния на левия бряг на Чепинска река. При гара Варвара, обслужвана от 8 коловоза, се свързва с линията Септември – Добринище. Най-големият наклон по тази отсечка е 15 ‰, а най-малкият радиус е 75 m.
Днес линията е демонтирана. В последните години преди закриването ѝ се движат пътнически влакове по направлението Септември – Варвара – Пазарджик, по два влака във всяка посока – един сутрин и един вечер. В по-далечното минало основното пътническо движение е от гара Пазарджик за Велинград и Добринище. Като товарен участък, Пазарджик – Варвара е важен в периода, когато товарното движение е в разцвета си.
От 1999 г. Български държавни железници са готови с програмата за закриване на губещи железопътни линии, сред които е и Пазарджик – Варвара. Поради загубите, които носи от 59 000 лв. на година и малкото пътници, които превозва в последните години на съществуването си – по 18 души на ден, железопътната линия е в тежко състояние на релсовия път и е закрита на 1 октомври 2002 г. От 1 януари 2004 г. се преустановява експлоатацията на линията и започва нейното демонтиране.

## Технически съоръжения
В участъка Септември – Велинград са изградени 10 тунела с обща дължина 380 m. Изградени са три моста над Чепинска река, по един над реките Каркария, Мътница и Бистрица. При строежа на отсечката Септември – Велинград са използвани 97 тона взрив, 262 000 капсули, 260 km бикфордов фитил, а за извършването на всички зидарии е използван 1900 тона цимент. За строителните дейности и доставките са използвани 76 милиона лева.
През 1937 г. се развиват големи строителни дейности по отсечката Велинград – Якоруда, където са построени 25 тунела, 9 големи моста, 57 водостоци, 24 големи подпорни стени и множество укрепителни, землени, скални и други работи. По отсечката Велинград – Якоруда – Белица са построени 356 моста и водостока. 
По цялата железопътна линия са прокопани 35 тунела с обща дължина 2857,86 m. В отсечката Септември – Велинград са изградени 10 тунела с обща дължина 380 m, а от Велинград до Якоруда са останалите 25 тунела с обща дължина 2477,86 m.

## Подвижен състав
До 1942 г. за обслужването на пътническите и товарните превози по железопътната линия се използват парни локомотиви от сериите 50076 и 60076. Обозначението с малки цифри след номера на серията показва междурелсието, за което е конструиран локомотива. През 1942 г. са въведени в експлоатация дизелови мотриси „Ganz“, които поемат пътническите превози. С доставката на първите дизелови локомотиви „Henschel“ – Kassel серия 75, е прекратено използването на парни локомотиви.
Русенски завод преобрази 34-годишен дизелов локомотив от родопската теснолинейка. Локомотивът е ремонтиран основно в русенски завод и пак ще тегли вагони по 125-километровото живописно и романтично трасе между гарите Септември и Добринище.

## Атракционни пътувания
Тъй като това е единствената теснопътна железница в България, тя е обект на туристически интерес, както от български, така и от чуждестранни туристи. Теснолинейката е любима също и за почитателите на железопътния транспорт и често има организирани групи, дошли специално заради тази линия. Български държавни железници разполагат с няколко запазени локомотива за междурелсие 760 mm – 1076, 50476, 60976, 61376. През 2004 г. машина 60976 е възстановена като действащ музеен локомотив и редовно обслужва туристически и атракционни пътувания по линията. Има планове за възстановяване и на останалите локомотиви. Уникален за България и в света е и маневреният дизелов локомотив с хидравлична предавателна система, произведен от Henschel – 80 001.2, нуждаещ се от възстановителен ремонт.

## Произшествия
- 28 август 1963 г. при възникване на пожар в дизелова мотриса 05 – 03 в открит участък между гара Костандово и гара Велинград, мотрисата изгаря непоправимо и е бракувана.[93]
- На 16 януари 1991 г. влак № 16104, който е теглен от дизелов локомотив 75007.5 при спускане от гара Костандово към гара Долене, в района на закритата спирка Дрянов дол, катастрофира поради счупена релса. Това е причина локомотивът да бъде бракуван.[94]

## Любопитни факти
- След откриването на железопътната линия Пазарджик остава встрани от железопътните връзки, изградени по това време и жителите на града обявяват 2 август 1926 г. за траурен.[95]
- Много често теснолинейката Саранбей-Неврокоп се бърка с презродопската теснолинейка, която така и не е построена, и неправилно се нарича родопската теснолинейка.[96][97]
- На 16 септември 2021 г., по повод преминаването на експреса „Свързана Европа“, е валидирана пощенска марка посветена на 100 години Родопска теснолинейка и Европейска година на железопътния транспорт.[98]

## Теснолинейката в киното
- През 1933 г. са заснети кадри от гара Саранбей, гара Варвара и гара Лъджене, както и от преминаването на влака през долината на Чепинска река в документалния филм на Ст. Петров „Една екскурзия из Чепинското корито“.[99]
- Кадри от преминаваща дизелова мотриса при гара Цепина са използвани във филма от 1961 г. „Бъди щастлива, Ани“.
- Част от дейстието във филмите „И Господ слезе да ни види“ от 2003 и „Чужденецът“ от 2012 г. се развива по теснолинейката.

## Топоними
Голяма част от населените места, спирките и гарите по време на строежа на железопътната линия са имали други имена:
| старо име               | ново име                  |
| ----------------------- | ------------------------- |
| гара Аврамови колиби    | гара Аврамово             |
| спирка Бабяк            | спирка Дагоново           |
| спирка Бакърджийски хан | спирка Милеви скали       |
| спирка Баните           | спирка Марко Николов      |
| село Добринища          | град Добринище            |
| спирка Дорково          | спирка Цепина             |
| река Ели дере           | Чепинска река             |
| село Ели дере           | село Ветрен дол           |
| спирка Изток            | спирка Генерал Ковачев    |
| село Корова             | село Драгиново            |
| спирка Кулата           | спирка Острец             |
| село Лъджене            | квартал на град Велинград |
| спирка Пампорово        | спирка Лазар Пампоров     |
| град Неврокоп           | град Гоце Делчев          |
| гара Саранбей           | град Септември            |
| гара Сараньово          | град Септември            |
| град Татар-Пазарджик    | град Пазарджик            |
| село Чепино             | квартал на град Велинград |
| спирка Чепино-баня      | спирка Велинград-юг       |
| спирка Чисто тепе       | спирка Смолево            |
| спирка Чуката           | гара Костандово           |
| гара Ябланица           | гара Цветино              |

## Галерия на гарите и спирките
- гара Септември
- спирка Лазар Пампоров
- гара Варвара
- спирка Марко Николов
- спирка Цепина
- гара Долене
- гара Костандово
- гара Велинград
- спирка Велинград-юг в Чепино
- спирка Острец
- гара Цветино
- спирка Света Петка
- закритата спирка Пашово
- гара Аврамово
- спирка Смолево
- спирка Черна Места
- гара Якоруда
- спирка Юруково
- спирка Дагоново
- гара Белица
- спирка Генерал Ковачев
- спирка Гулийна баня
- гара Разлог
- гара Банско
- спирка Свети Георги
- гара Добринище